# Miguel Ángel Reyes-Varela
Miguel Ángel Reyes-Varela (ur. 21 czerwca 1987 na Guadalajarze) – meksykański tenisista, reprezentant kraju w Pucharze Davisa, olimpijczyk z Rio de Janeiro (2016).

## Kariera tenisowa
Zawodowym tenisistą Reyes-Varela został w 2010.
W cyklu ATP Tour Meksykanin jest zwycięzcą jednego turnieju w konkurencji gry podwójnej z czterech rozegranych finałów.
W zawodach Wielkiego Szlema najdalej awansował do trzeciej rundy French Open 2023.
W roku 2016 zagrał w deblu na igrzyskach olimpijskich w Rio de Janeiro osiągając drugą rundę partnerując Santiago Gonzálezowi.
Od roku 2010 jest reprezentantem kraju w Pucharze Davisa.
W rankingu gry pojedynczej najwyżej był na 400. miejscu (17 czerwca 2013), a w klasyfikacji gry podwójnej na 49. pozycji (20 sierpnia 2018).

### Finały w turniejach ATP Tour
| Legenda                                      |
| -------------------------------------------- |
| Wielki Szlem                                 |
| Igrzyska olimpijskie                         |
| Tennis Masters Cup / ATP Finals              |
| ATP Masters Series / ATP Tour Masters 1000   |
| ATP International Series Gold / ATP Tour 500 |
| ATP International Series / ATP Tour 250      |

#### Gra podwójna (1–3)
| Końcowy wynik | Nr | Data                | Turniej   | Nawierzchnia | Partner            | Przeciwnicy                         | Wynik finału        |
| ------------- | -- | ------------------- | --------- | ------------ | ------------------ | ----------------------------------- | ------------------- |
| Finalista     | 1. | 21 lipca 2018       | Newport   | Trawiasta    | Marcelo Arévalo    | Jonatan Erlich Artem Sitak          | 1:6, 2:6            |
| Zwycięzca     | 1. | 4 sierpnia 2018     | Los Cabos | Twarda       | Marcelo Arévalo    | Taylor Fritz Thanasi Kokkinakis     | 6:4, 6:4            |
| Finalista     | 2. | 21 lipca 2019       | Newport   | Trawiasta    | Marcelo Arévalo    | Marcel Granollers Serhij Stachowski | 7:6(10), 4:6, 11–13 |
| Finalista     | 3. | 2 października 2022 | Seul      | Twarda       | Nicolás Barrientos | Raven Klaasen Nathaniel Lammons     | 1:6, 5:7            |